# Xunantunich
Xunantunich egykori maja település romterülete Belize nyugati részén, a guatemalai határ mellett, Belmopantól kb. 47 km-re délnyugatra fekszik.
A város - hasonlóan mint Altún Ha - a klasszikus maja korban (600-900) között élte a virágkorát és a környék népeinek vallási központja volt. Ebben az időben kb. 200 ezer ember élt egyidejűleg a mai Belize területén.
Feltárását 1959-ben a Cambridge-i Egyetem régészei kezdték el, de anyagi fedezetük csak szerény méretű rekonstrukciókra futotta. A romváros központja két négyszög alakú tér (Plaza A-1 és Plaza A-2), amelyeket egy piramis választ el egymástól. Xunantunich legnagyobb építménye a Plaza A-1 oldalán emelkedő ún. Castillo - amely részben rekonstruálva - mintegy 40 méter magas. A Castillo keleti oldalát maja istenségek domborművei díszitik. A feltárásnál három művészien faragott sztélét is találtak, ezeket a téren épített pálmafedelű pavilonban tekinthetjük meg. A terek körüli magas halmok még feltáratlan piramistemplomokat rejtenek.

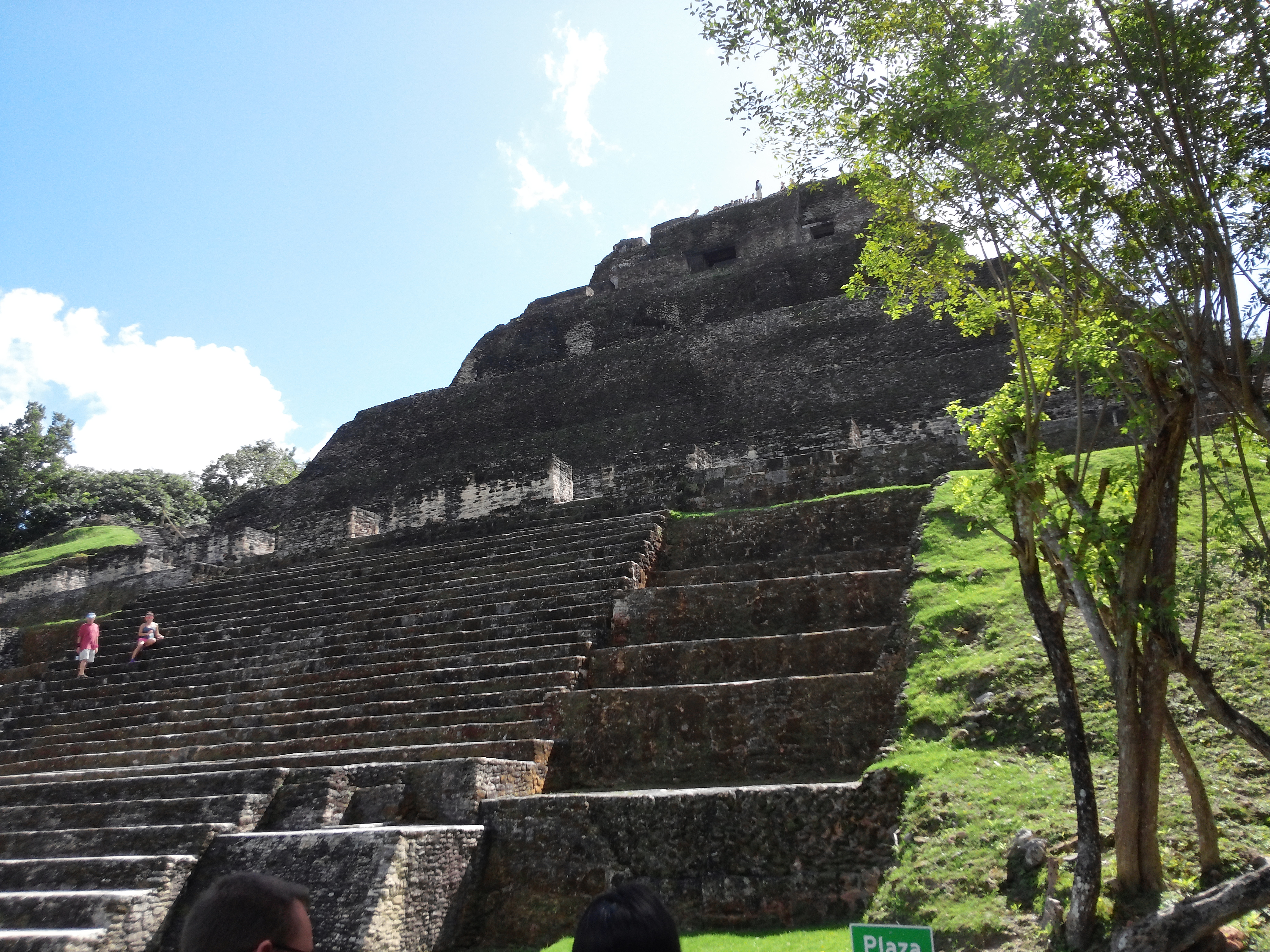
A legnagyobb építmény, a "Castillo"

## Fordítás
- Ez a szócikk részben vagy egészben  a   Xunantunich című német Wikipédia-szócikk fordításán alapul.  Az eredeti cikk szerkesztőit annak laptörténete sorolja fel. Ez a jelzés csupán a megfogalmazás eredetét és a szerzői jogokat jelzi, nem szolgál a cikkben szereplő információk forrásmegjelöléseként.